# Simulium abbreviatum
Simulium abbreviatum es una especie de insecto del género Simulium, familia Simuliidae, orden Diptera.
Fue descrita científicamente por Rubtsov en 1957.